# Château d'Ouzkoïe
Le château d'Ouzkoïe (Узкое) est un château néoclassique russe aux environs de Moscou dans le district administratif sud-ouest de la municipalité et le raïon d'Iassenevo. Le domaine comprend le château avec des dépendances, la maison de l'intendant, une glacière, une orangerie, des écuries avec la maison du forgeron, une chapelle et un parc avec des bassins en terrasse et trois portails.

## Historique
Le domaine appartient au XVIe siècle à un prince de la famille Gagarine, puis il passe à un cousin, Maxime Strechnev, d'Eudoxie, seconde épouse de Michel Ier de Russie. À sa mort en 1692, son cousin Tikhon Strechnev (1649-1719) en hérite. C'est lui qui fait construire l'église dédiée à Notre-Dame de Kazan entre 1698 et 1704. L'église à cinq dômes s'inspire du baroque ukrainien. Son dessin est attribué à Ossip Startsev qui œuvra à Kiev et à Moscou.
La petite fille de Tikhon, Sophie, est la dernière de sa lignée. Elle épouse le prince Boris Galitzine, dont le fils Alexis (1732-1792) construit un château baroque avec un corps de logis flanqué de deux ailes. Il fait aussi aménager un jardin à la française avec des bassins. Sa fille, Marie (1772-1826), épouse le comte-colonel (futur général) Pierre Tolstoï et lui apporte le domaine en dot. Elle est dame d'honneur de l'impératrice. Le comte fait planter une grande allée de mélèzes et construire une orangerie et plusieurs serres. Il est en outre féru de jardins et fait pousser des fleurs en serre, mais il s'attèle aussi à la bonne administration du domaine agricole de son épouse. Le comte fait en effet partie de la Société impériale d'agriculture, présidée par son ami le prince Dimitri Galitzine (1771-1844) et dont le vice-président est le prince Gagarine qui possède le domaine voisin d'Iassenevo. Il passe les derniers étés de sa vie au domaine et meurt dans son hôtel particulier de Moscou, le 28 septembre 1844, alors qu'il avait l'intention de respirer une dernière fois l'air d'Ouzkoïe.
Son quatrième fils Vladimir (1805-1875), général-major, en fait aussi un domaine agricole prospère. Le château et ses terres passent par mariage aux princes Troubetskoï au milieu du XIXe siècle. Ils reconstruisent en 1880 le château en style néoclassique, tout en conservant certains éléments du château précédent. Les travaux sont confiés à un tout jeune architecte, Sergueï Rodionov (1859-1925) (ru) qui a presque l'âge du propriétaire, le prince Pierre Nikolaïevitch Troubetskoï (ru) (1857-1911). C'est ici que mourut en 1900 le philosophe Vladimir Soloviov qui avait de fort liens d'amitié avec le prince Serge Nikolaïevitch Troubetskoï (1862-1905), professeur de philosophie et futur recteur de l'université de Moscou, qui y passait les étés avec son épouse Prascovie, née Obolensky (1860-1914), ses cinq enfants et une nombreuse domesticité. Soloviov, qui avait été le professeur du prince et qui était sans famille, avait été évidemment accueilli ici lorsque le prince apprit que ses jours étaient comptés.
Le château est aménagé alors avec tout le confort de l'époque et comprend des terrasses donnant sur le parc et un jardin d'hiver.

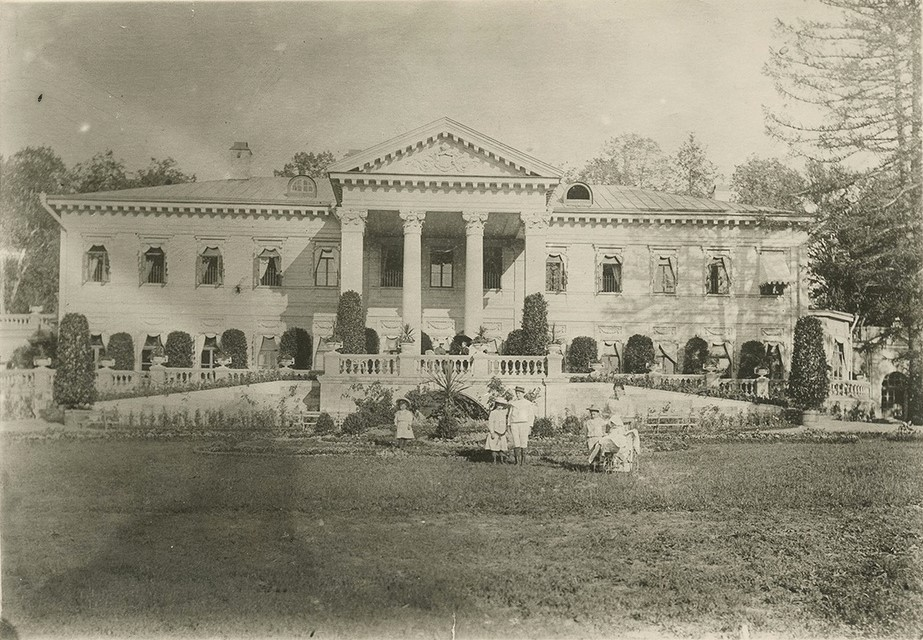
Le château vers 1900.

## Après 1917
Les Troubetskoï fuient la révolution d'octobre 1917 pour la France et le domaine est nationalisé. Il est attribué plus tard à l'académie des sciences d'URSS qui s'en sert de maison de repos et de vacances pour ses membres. Lev Landau aimait à y pratiquer le ski de fond l'hiver, tandis qu'Andreï Kolmogorov nageait dans les étangs l'été. Ossip Mandelstam y passe l'été 1928 et remarque que la chambre où mourut Soloviov comprend un billard et que des tableaux nationalisés provenant de l'ancienne propriété de campagne, près de Iaroslavl, de Nikolaï Morozov (1854-1946) ornent les murs.
La propriété sert d'hôpital militaire pendant la guerre et une grande partie du mobilier disparaît, dont le divan sur lequel mourut le philosophe. Après la guerre un grand nombre d'œuvres venant d'Allemagne, surtout de Potsdam, et apportées comme trophées de guerre, sont installées à Ouzkoïe.
L'église fut dépouillée de son mobilier liturgique et de ses icônes, en particulier de son iconostase du XVIIe siècle disparue à jamais. Elle servit de bibliothèque et fut rendue au culte en 1995.
Boris Pasternak qui y séjourna écrivit des vers à propos d'Ouzkoïe:
« Ici des tilleuls de quelques brasses - Se rejoignent dans l'obscurité des allées - Cachant leurs sommets l'un l'autre - Fêtant leurs trois cents années »
Les académiciens, les écrivains et les artistes les plus prestigieux d'URSS y séjournèrent. On peut citer entre autres: Anoutchine, le général Broussilov, Essénine, Goldenweiser, Ilya Guinzbourg, Olga Knipper (la veuve de Tchékhov), Kolmogorov, Landau, Louzine, Maïakovski, Mandelstam, Marchak, Obroutchev, Pasternak, Pilniak, Otto Schmidt, Stanislavski, Tchaplyguine, Tchoukovski, Vernadski, Nikolaï Vavilov et son frère Sergueï, ou Veressaïev.